# Eumorpholaimus digiticaudatus
Eumorpholaimus digiticaudatus är en rundmaskart som beskrevs av Stekhoven 1946. Eumorpholaimus digiticaudatus ingår i släktet Eumorpholaimus och familjen Linhomoeidae. Arten är reproducerande i Sverige. Inga underarter finns listade i Catalogue of Life.